# Tyrrell 003
Der Tyrrell 003 ist ein Rennwagen des ehemaligen britischen Formel-1-Teams Tyrrell. Zusammen mit den weitgehend baugleichen Tyrrell 002 und Tyrrell 004 bildete er eine Modellfamilie, die 1971 auf den im Vorjahr vorgestellten Prototyp Tyrrell 001 folgte. Die Familie 002/003/004 begründete den Ruf Tyrrells als einer der führenden Rennwagenkonstrukteure ihrer Zeit. Der 003 war ebenso wie seine Schwestermodelle ein Einzelstück. Er wurde ausschließlich von Jackie Stewart gefahren. Der 003 war das erfolgreichste Auto der Modellfamilie 002/003/004: Er gewann die Hälfte aller Weltmeisterschaftsläufe, zu denen er eingesetzt war.
Mit ihm gewann Jackie Stewart 1971 die Fahrerweltmeisterschaft. In diesem Jahr wurde Tyrrell auch Konstrukteursmeister.

## Die Modellfamilie 002/003/004
Tyrrell bezeichnete seine Rennwagen regelmäßig mit einem fortlaufenden dreistelligen Zahlencode. Bis zum 005 knüpfte die Bezeichnung nicht an eine Baureihe, sondern an einzelne Fahrgestelle an. Der 002, der 003 und der 004 waren deshalb jeweils Einzelstücke. In technischer Hinsicht waren sie allerdings nahezu identisch. Zwar rüstete Tyrrell im Laufe der regulären Entwicklung manchmal zunächst nur eines der Autos mit einer neuen technischen Lösung aus; die anderen Fahrzeuge zogen dann allerdings regelmäßig innerhalb weniger Wochen nach.

## Entstehungsgeschichte
Die Tyrrell Racing Organisation war seit den 1950er-Jahren in der Formel Junior, der Formel 3 und der Formel 2 angetreten. Nachdem Teamgründer Ken Tyrrell in den 1960er-Jahren zeitweise die Formel-2- und Formel-1-Werksteams von Cooper geleitet hatte, brachte er seinen eigenen Rennstall 1968 in die Formel 1. In den ersten beiden Jahren war Tyrrell ein reines Kundenteam, das Chassis von Matra mit Motoren von Cosworth kombinierte. Als Matra für die Saison 1970 die weitere Chassislieferung an Tyrrell von dem Einsatz französischer Motoren abhängig machte, beendete Ken Tyrrell die Beziehung zu Matra. Da keine anderen konkurrenzfähigen Kundenchassis verfügbar waren, entschied er sich für die Konstruktion eigener Rennwagen. Nach einer kurzen Übergangszeit mit Chassis von March war der erste Prototyp, der Tyrrell 001, im August 1970 einsatzbereit. Das von Derek Gardner unter großer Geheimhaltung konstruierte Auto war schnell, hatte aber zahlreiche Kinderkrankheiten, zu denen mangelhafte Öl- und Treibstoffversorgung, aber auch Zuverlässigkeitsprobleme im mechanischen Bereich gehörten. Der 001 ging 1970 und 1971 bei fünf Weltmeisterschaftsläufen an den Start, kam aber nur einmal ins Ziel: Beim Auftaktrennen der Saison 1971 in Südafrika wurde Stewart Zweiter. Hinzu kamen einzige Zieleinläufe bei Formel-1-Rennen, die keinen Weltmeisterschaftsstatus hatten.
Auf der Grundlage des 001 konstruierte Gardner die Modellfamilie 002/003/004. Sie waren weiterentwickelte und verbesserte Versionen des 001, dem sie im Kern noch sehr ähnelten.

## Konstruktion
Der Tyrrell 003 hatte ein Aluminiummonocoque, das aus stärkeren Aluminiumblechen geformt war als beim Vorgänger. Das Monocoque war 10 cm länger war als das des 001 und bot mehr Ellenbogenfreiheit. er entsprach insoweit dem Tyrrell 002. Der einzige Unterschied zwischen Stewarts 003 und Ceverts 002 betraf die Länge des Fahrzeugs: Stewarts Auto wurde 1971 bei einzelnen Rennen durch zusätzliche Distanzstücke verlängert. Der Überrollbügel hinter dem Fahrer war verstärkt worden. Zudem hatte Gardner die Vorderradaufhängung überarbeitet. Statt zweiteiliger Dreieckslenker wurde nun eine einteilige Konstruktion verwendet. Die Bremsanlage wurde im Laufe der Saison 1971 überarbeitet; bei einigen Rennen gab es doppelte Scheibenbremsen von Girling. Bei einigen Rennen experimentierte Tyrrell schließlich mit Kühlern, die in die Heckflügel eingebaut waren. Üblicherweise blieb es aber bei den Frontkühlern, die sich in der Fahrzeugnase befanden. Als Antrieb verwendete Tyrrell weiterhin den etablierten Cosworth-DFV-Motor mit 3,0 Liter Hubraum; die Kraftübertragung übernahm ein Fünfganggetriebe von Hewland (FG40). Tyrrell gehörte allerdings zu Cosworths bevorzugten Kunden. Während die meisten DFV-Motoren etwa 435 PS leisteten, standen den Tyrrell-Fahrern speziell überarbeitete Versionen zur Verfügung, die 10 bis 15 PS mehr abgaben.
Die Karosserie entsprach anfänglich weitgehend der des 001. Im Laufe des Jahres 1971 änderten sich allerdings einige Anbauteile. Zum Großen Preis der Niederlande führte Gardner eine Lufthutze aus Kunststoff ein, die über dem Motor installiert war. Sie war zumeist schwarz lackiert; bei einigen Rennen erhielt sie aber auch eine blaue Lackierung. In Frankreich erhielt der 003 einen neuen Frontspoiler, der sich über die gesamte Fahrzeugbreite erstreckte und die Luft über die Vorderräder leiten sollte. Ceverts 002 wurde beim folgenden Rennen in Großbritannien angepasst.

## Renneinsätze
Der Tyrrell 003 war Jackie Stewarts Auto. Stewart fuhr es vom Großen Preis von Spanien im April 1971 bis zum Großer Preis von Deutschland im Juli 1972. In dieser Zeit wurde der 003 zu 16 Weltmeisterschaftsläufen (10 in der Saison 1971 und 6 in der Saison 1972) gemeldet, hinzu kamen drei Rennen ohne Weltmeisterschaftsstatus.

### 1971
Jackie Stewarts Tyrrell 003 war das dominierende Auto der Saison 1971. Stewart gewann sechs der 11 Weltmeisterschaftsläufe des Jahres, darunter bereits das erste Rennen des 003 in Spanien. Abgesehen davon waren nur zwei Ausfälle zu verzeichnen (Österreich und Italien); hinzu kamen ein fünfter und ein elfter Platz. Angesichts der Überlegenheit des 003 geriet Ken Tyrrells Team in den Verdacht, ein nicht regelkonformes Auto einzusetzen. In Frankreich nahmen die Kontrolleure Kraftstoffproben, stellten allerdings keine Unregelmäßigkeiten fest. Nach dem Rennen in Großbritannien wurde der Motor des 003 versiegelt und von Sachverständigen untersucht; es wurde vermutet, Tyrrell würde Cosworth-Motoren mit vergrößertem Hubraum verwenden. Auch hier gab es im Ergebnis keine Beanstandungen.
Am Ende des Jahres gewann Stewart überlegen die Fahrerweltmeisterschaft. Er hatte 62 Weltmeisterschaftspunkte eingefahren, 56 davon in 10 Rennen mit dem 003. Ronnie Peterson, der Meisterschaftszweite, hatte 30 Punkte weniger als Stewart.

### 1972
In der Saison 1972 fuhr Stewart im 003 noch zwei Siege ein, und zwar beim Auftaktrennen in Argentinien sowie im vorletzten Rennen des Autos in Großbritannien. Ab Sommer 1972 startete Stewart im neu konstruierten Tyrrell 005, dem Schwestermodell von Ceverts 006. Wie schon der 002, blieb auch der 003 im Werk. Er wurde nicht an Privatfahrer verkauft.

## Resultate
| Fahrer               | 1 | 2   | 3   | 4  | 5 | 6 | 7 | 8   | 9   | 10 | 11 | 12 | Punkte  | Rang |
| -------------------- | - | --- | --- | -- | - | - | - | --- | --- | -- | -- | -- | ------- | ---- |
| Formel-1-Saison 1971 |   |     |     |    |   |   |   |     |     |    |    |    | 56 (62) | 1    |
| J. Stewart           |   | 1   | 1   | 11 | 1 | 1 | 1 | DNF | DNF | 1  | 5  |    | 56 (62) | 1    |
| Formel-1-Saison 1972 |   |     |     |    |   |   |   |     |     |    |    |    | 24 (45) | 2    |
| J. Stewart           | 1 | DNF | DNF |    |   | 1 | 2 | 11  |     |    |    |    | 24 (45) | 2    |

| Legende  | Legende            | Legende                                                          |
| Farbe    | Abkürzung          | Bedeutung                                                        |
| -------- | ------------------ | ---------------------------------------------------------------- |
| Gold     | –                  | Sieg                                                             |
| Silber   | –                  | 2. Platz                                                         |
| Bronze   | –                  | 3. Platz                                                         |
| Grün     | –                  | Platzierung in den Punkten                                       |
| Blau     | –                  | Klassifiziert außerhalb der Punkteränge                          |
| Violett  | DNF                | Rennen nicht beendet (did not finish)                            |
| Violett  | NC                 | nicht klassifiziert (not classified)                             |
| Rot      | DNQ                | nicht qualifiziert (did not qualify)                             |
| Rot      | DNPQ               | in Vorqualifikation gescheitert (did not pre-qualify)            |
| Schwarz  | DSQ                | disqualifiziert (disqualified)                                   |
| Weiß     | DNS                | nicht am Start (did not start)                                   |
| Weiß     | WD                 | zurückgezogen (withdrawn)                                        |
| Hellblau | PO                 | nur am Training teilgenommen (practiced only)                    |
| Hellblau | TD                 | Freitags-Testfahrer (test driver)                                |
| ohne     | DNP                | nicht am Training teilgenommen (did not practice)                |
| ohne     | INJ                | verletzt oder krank (injured)                                    |
| ohne     | EX                 | ausgeschlossen (excluded)                                        |
| ohne     | DNA                | nicht erschienen (did not arrive)                                |
| ohne     | C                  | Rennen abgesagt (cancelled)                                      |
| ohne     | keine WM-Teilnahme |                                                                  |
| sonstige | P/fett             | Pole-Position                                                    |
| sonstige | 1/2/3/4/5/6/7/8    | Punktplatzierung im Sprint-/Qualifikationsrennen                 |
| sonstige | SR/kursiv          | Schnellste Rennrunde                                             |
| sonstige | *                  | nicht im Ziel, aufgrund der zurückgelegten Distanz aber gewertet |
| sonstige | ()                 | Streichresultate                                                 |
| sonstige | unterstrichen      | Führender in der Gesamtwertung                                   |